# Annelene Hischer
Annelene Hischer (* 24. Dezember 1930 in Stettin; † vor oder am 23. Juli 2021) war eine deutsche Schauspielerin und Hörspielsprecherin.

## Leben
Annelene Hischer wurde 1930 in Stettin als Tochter eines Elektromeisters geboren. Bereits im Alter von sechs Jahren fasste sie nach dem Besuch des Theaterstücks Peterchens Mondfahrt den festen Entschluss Schauspielerin zu werden. In den ersten Jahren nach dem Zweiten Weltkrieg stand sie als 15-Jährige, die am Tage in der Landwirtschaft arbeitete, in dem kleinen Dorf Ahlbeck (bei Ueckermünde), wo sie inzwischen durch die Kriegswirren wohnte, die ersten Male auf einer Bühne. Nachdem sie in Rostock einer Kommission die Rolle der Julia aus Romeo und Julia vorgesprochen hatte und in Schwerin angenommen wurde, studierte sie ab dem Jahr 1948 in der sogenannten Gruppe 48, zu denen auch Jürgen Frohriep gehörte, auf dem Schloss Putbus  und schloss 1951 das Studium erfolgreich ab. Nach Engagements an Theatern in Greiz, Cottbus und Karl-Marx-Stadt holte sie Wolfgang Langhoff an das Deutsche Theater nach Berlin, an dem sie etwa bis zur Jahrtausendwende wirkte. In einigen Produktionen der DDR-Filmgesellschaft DEFA und dem Deutschen Fernsehfunk (Fernsehen der DDR) stand sie vor der Kamera. Für den Rundfunk und Schallplatten-Labels arbeitete sie mehrfach als Hörspielsprecherin.
Annelene Hischer war mit dem Schauspieler Reimar Johannes Baur verheiratet, dem sie bereits bei ihrem ersten Engagement in Greiz begegnet war.

## Filmografie
- 1959: Maibowle
- 1970: Im Spannungsfeld
- 1973/1990: Die Taube auf dem Dach
- 1975: Der Staatsanwalt hat das Wort: Erzwungene Liebe (Fernsehreihe)
- 1975: Polizeiruf 110: Die Rechnung geht nicht auf (Fernsehreihe)
- 1976: Polizeiruf 110: Reklamierte Rosen
- 1979: Polizeiruf 110: Tödliche Illusion
- 1988: Der blaue Boll (Theateraufzeichnung)
- 1988: Polizeiruf 110: Der Kreuzworträtselfall
- 1993: Polizeiruf 110: und tot bist du

## Theater
- 1959: Eugène Scribe: Das Glas Wasser – Regie: Wolfgang Keymer (Städtische Theater Karl-Marx-Stadt)
- 1961: Alexei Arbusow: Irkutzker Geschichte (Sina) – Regie: Emil Stöhr (Deutsches Theater Berlin – Kammerspiele)
- 1962: Peter Hacks: Die Sorgen und die Macht (Hede Stoll) – Regie: Wolfgang Langhoff (Deutsches Theater Berlin)
- 1963: Seán O’Casey: Rote Rosen für mich – Regie: Ernst Kahler (Deutsches Theater Berlin)
- 1964: Wiktor Rosow: Unterwegs – Regie: Karl-Ulrich Meves/Friedo Solter (Deutsches Theater Berlin)
- 1964: Ketti Frings nach Thomas Wolfe: Schau heimwärts, Engel (Laura James) – Regie: Hannes Fischer (Deutsches Theater Berlin)
- 1964: Horia Lovinescus: Fieber (Dorfweib) – Regie: Gotthard Müller (Deutsches Theater Berlin)
- 1965: Peter Hacks nach Jacques Offenbach: Die schöne Helena – Regie: Benno Besson (Deutsches Theater Berlin – Kammerspiele)
- 1965: Alfred Matusche: Der Regenwettermann (Halbjüdische Tochter) – Regie: Wolf-Dieter Panse (Deutsches Theater Berlin – Lesetheater)
- 1966: William Shakespeare: Maß für Maß (Mariana) – Regie: Adolf Dresen (Deutsches Theater Berlin – Kammerspiele)
- 1966: Alexander Ostrowski: Wie man Karriere macht (Junges Mädchen) – Regie: Wolf-Dieter Panse (Deutsches Theater Berlin – Kammerspiele)
- 1969: Günther Rücker: Der Herr Schmidt (Frau Stieber) – Regie: Friedo Solter (Deutsches Theater Berlin)
- 1969: Aimé Césaire: Lumumba – Regie: Uta Birnbaum (Deutsches Theater Berlin)
- 1969: Euripides: Die Troerinnen – Regie: Wolfgang Heinz (Deutsches Theater Berlin)
- 1970: Federico Garcia Lorca: Dona Rosita bleibt ledig (Alte Jungfer) – Regie: Siegfried Höchst (Deutsches Theater Berlin – Kammerspiele)
- 1971: Rolf Schneider: Einzug ins Schloss (Hilde) – Regie: Hans-Georg Simmgen (Deutsches Theater Berlin)
- 1972: Friedrich Schiller: Kabale und Liebe (Frau Miller) – Regie: Klaus Erforth/Alexander Stillmark (Deutsches Theater Berlin)
- 1974: Johann Wolfgang von Goethe: Die Geschichte Gottfriedens von Berlichingen mit der eisernen Hand – Regie: Horst Schönemann (Deutsches Theater Berlin)
- 1975: Alexander Wampilow: Provinzanekdoten – Regie: Ulrich Engelmann (Deutsches Theater Berlin – Kleine Komödie)
- 1978: Gerhardt Gröschke: Hochwasser (Kriegerwitwe) – Regie: Günter Falkenau (Deutsches Theater Berlin – Kammerspiele)
- 1980: Federico Garcia Lorca: Bernarda Albas Haus (Magd) – Regie: Piet Drescher (Deutsches Theater Berlin)
- 1980: Albert Wendt: Der Fahrer und die Köchin (Köchin) – Regie: Günter Falkenau (Deutsches Theater Berlin – Kleine Komödie)
- 1984: Federico Garcia Lorca: Yerma (Heidnische Alte) – Regie: Klaus Erforth (Deutsches Theater Berlin – Kammerspiele)
- 1985: Ernst Barlach: Der blaue Boll (Doris) – Regie: Rolf Winkelgrund (Deutsches Theater Berlin)
- 1985: Bertolt Brecht: Die Rundköpfe und die Spitzköpfe (Fau Tomaso und eine Klosterfrau) – Regie: Alexander Lang (Deutsches Theater Berlin)
- 1988: Ernst Barlach: Die echten Sedemunds (Mutter) – Regie: Rolf Winkelgrund (Deutsches Theater Berlin)
- 1989: Thomas Bernhard: Der Theatermacher (Frau Wirtin) – Regie: Peter Schroth/Peter Kleinert (Deutsches Theater Berlin – Kammerspiele)
- 1990: Heinrich von Kleist: Der zerbrochne Krug (Magd) – Regie: Thomas Langhoff (Deutsches Theater Berlin)
- 1991 Henrik Ibsen: Peer Gynt – Regie: Frido Solter (Deutsches Theater Berlin)
- 1992: Peter Shaffer: Laura und Lotte (Miss Framer, Sekretärin) – Regie: Carl-Hermann Risse (Deutsches Theater Berlin – Kammerspiele)
- 1992: Maxim Gorki: Die Letzten (Fedossja, Kinderfrau) – Regie: Thomas Langhoff (Deutsches Theater Berlin – Kammerspiele)
- 1993: August Strindberg: Die Gespenstersonate – Regie: Friedo Solter (Deutsches Theater Berlin)
- 1993: Tennessee Williams: Plötzlich letzten Sommer – Regie: Petra Segtrop (Deutsches Theater Berlin – Kammerspiele)
- 1994: Matthias Zschokke: Die Alphabeten (Alte Frau) – Regie: Rolf Winkelgrund/Thomas Langhoff (Deutsches Theater Berlin)
- 1996: William Shakespeare: Die Geschichte von Heinrich IV. – Regie: Thomas Langhoff (Deutsches Theater Berlin)
- 1999: Friedrich Dürrenmatt: Der Besuch der alten Dame (Ill’s Frau) – Regie: Thomas Langhoff (Deutsches Theater Berlin)

## Hörspiele
- 1963: Brüder Grimm: Der gestiefelte Kater – Regie: Josef Cincibus (Kinderhörspiel – Supraphon)
- 1966: Brüder Grimm: Rotkäppchen – Regie: Josef Cincibus (Kinderhörspiel – Supraphon)
- 1969: Hanna Stranka: Die Rechenaufgabe (Frl. Mill) – Regie: Peter Groeger (Kinderhörspiel – Rundfunk der DDR)
- 1970: William Shakespeare: Othello (Bianca)  – Regie: Gert Andreae (Hörspiel – Rundfunk der DDR)
- 1970: Brüder Grimm: Dornröschen – Regie: Josef Cincibus (Kinderhörspiel – Supraphon)
- 1972: Samuil Marschak: Das Tierhäuschen (Frosch) – Wortregie: Jürgen Schmidt (Kinderhörspiel – Litera)
- 1973: Johann Wolfgang von Goethe: Die Geschichte des Götz von Berlichingen mit der eisernen Hand (Elisabeth) – Regie: Werner Grunow (Hörspiel – Rundfunk der DDR)
- 1973: Werner Gawande: Benders Abschluß (Hilde) – Regie: Werner Grunow (Hörspiel – Rundfunk der DDR)
- 1986: Brüder Grimm: Der Krautesel (Frau) – Regie: Karin Lorenz (Kinderhörspiel – Litera)